# Adrien Joseph Prax-Paris
Adrien Joseph Prax-Paris (Montauban, 2 ottobre 1829 – Caussade, 22 settembre 1909) è stato un politico francese.

## Biografia

### I primi anni
Adrien Joseph Prax-Paris nacque il 2 ottobre 1829 a Montauban, Tarn-et-Garonne. Figlio di un ricco mercante, iniziò ad interessarsi alle politiche economiche della Francia e diede il proprio supporto al regime imperiale. Divenuto membro del consiglio di Caussade nel 1858, venne nominato sindaco di Montauban nel 1860 e mantenne tale incarico per un decennio. L'11 agosto 1864 ottenne la legion d'onore.
Prax-Paris corse per le elezioni del 24 maggio 1869 e venne eletto. Votò a favore della dichiarazione della guerra franco-prussiana. Lasciò l'incarico il 4 settembre 1870 quando venne proclamata la terza repubblica francese.

### La terza repubblica francese
Nel 1871 Prax-Paris concorse alle elezioni dell'Assemblea Nazionale, venendo eletto secondo di quattro candidati l'8 febbraio di quello stesso anno come rappresentante per Tarn-et-Garonne. Entrato nelle file dei bonapartisti dell'Appel au peuple, fu uno dei principali oppositori di Adolphe Thiers.
Votò per la pace con la Germania, contro il ritorno del parlamento a Parigi, per la caduta di Thiers il 24 maggio, contro il governo di Albert de Broglie e contro tutte le leggi costituzionali proposte. Guidò una mozione di censura che causò le dimissioni del ministro dell'interno Victor Lefranc.
Quando Napoleone III morì, inviò al principe ereditario una lettera nella quale concluse "La Francia Vi ama, spera in Voi e Vi attende". Rimase in carica sino al 7 marzo 1876.
Nel 1876 Prax-Paris concorse nuovamente alle elezioni per la camera dei deputati tra i membri dell'Appel e risultò eletto il 5 marzo. In quello stesso periodo ispirò suo nipote Joseph Lachaud de Loqueyssie a candidarsi anch'egli ma perse le elezioni. Nuovamente candidato il 14 ottobre 1877, riuscì ad essere ancora una volta eletto .
Prax-Paris fu poi rieletto il 21 agosto 1881.
Nelle elezioni del 4 ottobre 1885 Prax-Paris decise di passare al gruppo dei monarchici per Tarn-et-Garonne e riuscì a venire eletto ancora una volta; le elezioni vennero invalidate, ma venne rieletto il 4 dicembre di quello stesso anno. Si associò quindi alla minoranza imperialista contro il governo repubblicano, votando contro la persecuzione di tre membri della Ligue des Patriotes, contro la bozza della legge Lisbonne per la restrizione della libertà di stampa e contro la persecuzione del generale Georges Ernest Boulanger.
Prax-Paris concorse per l'elezione della prima costituente di Montauban nel 1889.
Venne rieletto il 22 settembre 1889, e sedette nel gruppo Union des Droites group. Col declino del boulangismo si dimostrò meno attivo nella camera. Nel 1892 lasciò il consiglio generale di Tarn-et-Garonne in 1892. Venne rieletto il 20 agosto 1893, sedendo col gruppo dei Ralliés.
Fu tra i deputati che sostennero il ministero di Jules Méline per due anni.
Prax-Paris venne rieletto al primo turno nel 1898 dopo aver condotto una campagna elettorale basata sul tema della separazione tra stato e chiesa e contro l'innalzamento delle tasse. Corse nuovamente alle elezioni del 1902 ma fu sconfitto.
Prax-Paris lasciò ogni incarico il 31 maggio 1902, si ritirò nel suo castello di Treilhou presso Caussade, Tarn-et-Garonne, ed ivi morì il 22 settembre 1909.

## Opere
Adrien Prax-Paris tenne diversi discorsi che vennero pubblicati:
- Adrien Prax-Paris, Projets de travaux publics et d'emprunt proposés au conseil municipal de Montauban, Montauban, impr. de Forestié neveu, 1860,  p. 25.
- Adrien Prax-Paris, Extinction de la mendicité, 1862-63, résumé des opérations, Montauban, impr. de Forestié neveu, 1864,  p. 12.
- Adrien Prax-Paris, Corps législatif ... Dénonciation du traité de commerce., in Journal Officiel, 20 gennaio 1869,  p. 23.
- Adrien Prax-Paris, L'Appel au peuple devant l'Assemblée nationale, in Journal Officiel, 1873,  p. 34.
- Adrien Prax-Paris, Assemblée nationale. Séance du 15 janvier 1874. Loi sur la nomination des maires, Paris, impr. de Pougin, 1874,  p. 24.
- Adrien Prax-Paris, La situation des partis en face des élections, Montauban, 1876.